# Lubusz (landskap)

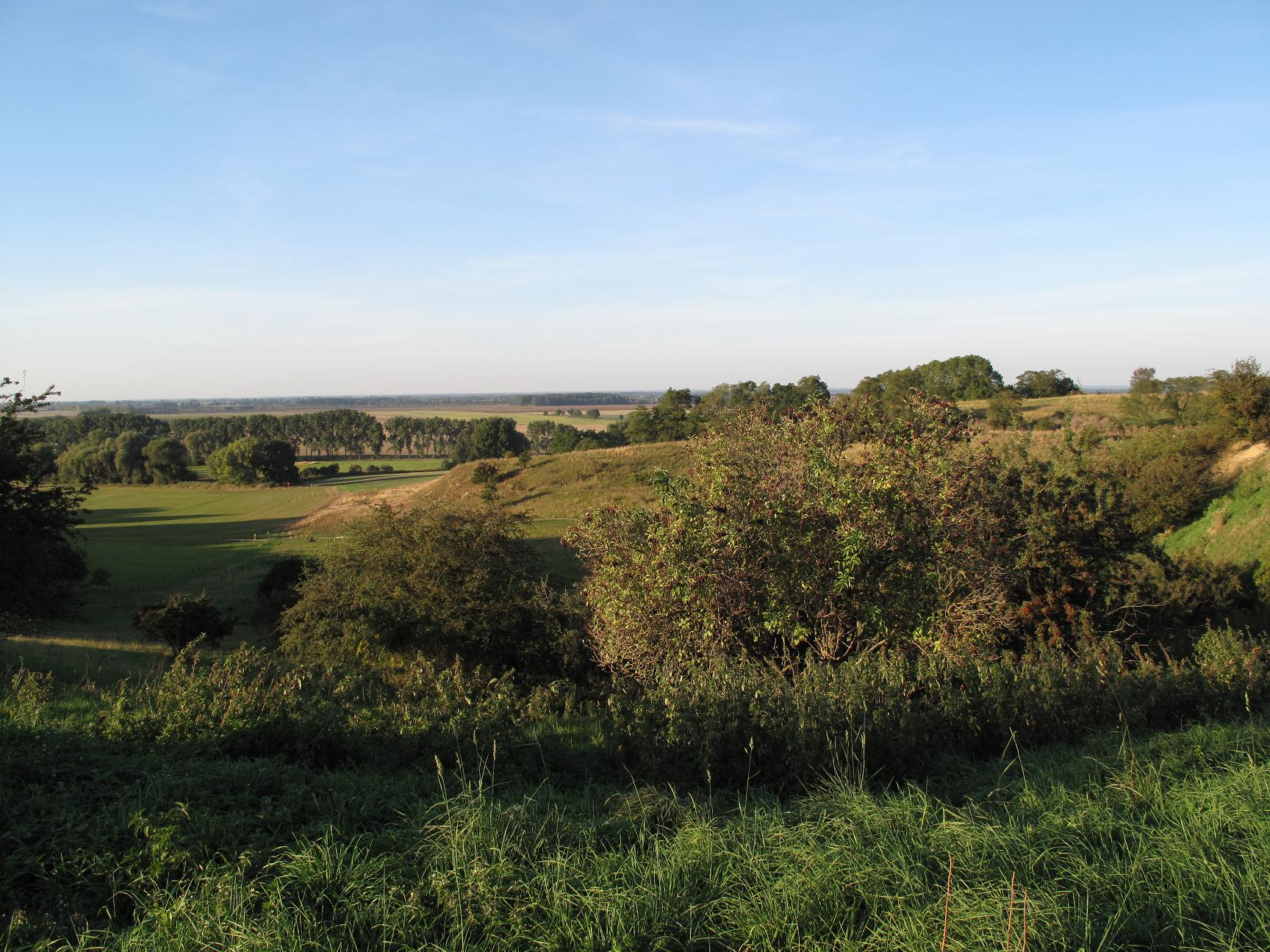
Utsikt mot Oderbruch vid Mallnow nära Lebus.

För den nuvarande administrativa regionen, se Lubusz vojvodskap. För staden, se Lebus.
Landskapet Lubusz, polska: Ziemia lubuska, Lubusz; tyska: Land Lebus, är ett historiskt kulturlandskap i Polen och Tyskland omkring båda sidor av floden Oder. Landskapet har fått sitt namn efter det medeltida biskopssätet i staden Lebus. Den största staden i det historiska landskapet idag är Frankfurt an der Oder med den polska grannstaden Słubice. Idag används begreppet Lebuser Land främst om den östra delen av Landkreis Märkisch-Oderland i Tyskland, medan den administrativa regionen Lubusz vojvodskap i Polen, bildad 1999, delvis utgörs av den polska delen av det historiska landskapet Lubusz.

## Historia

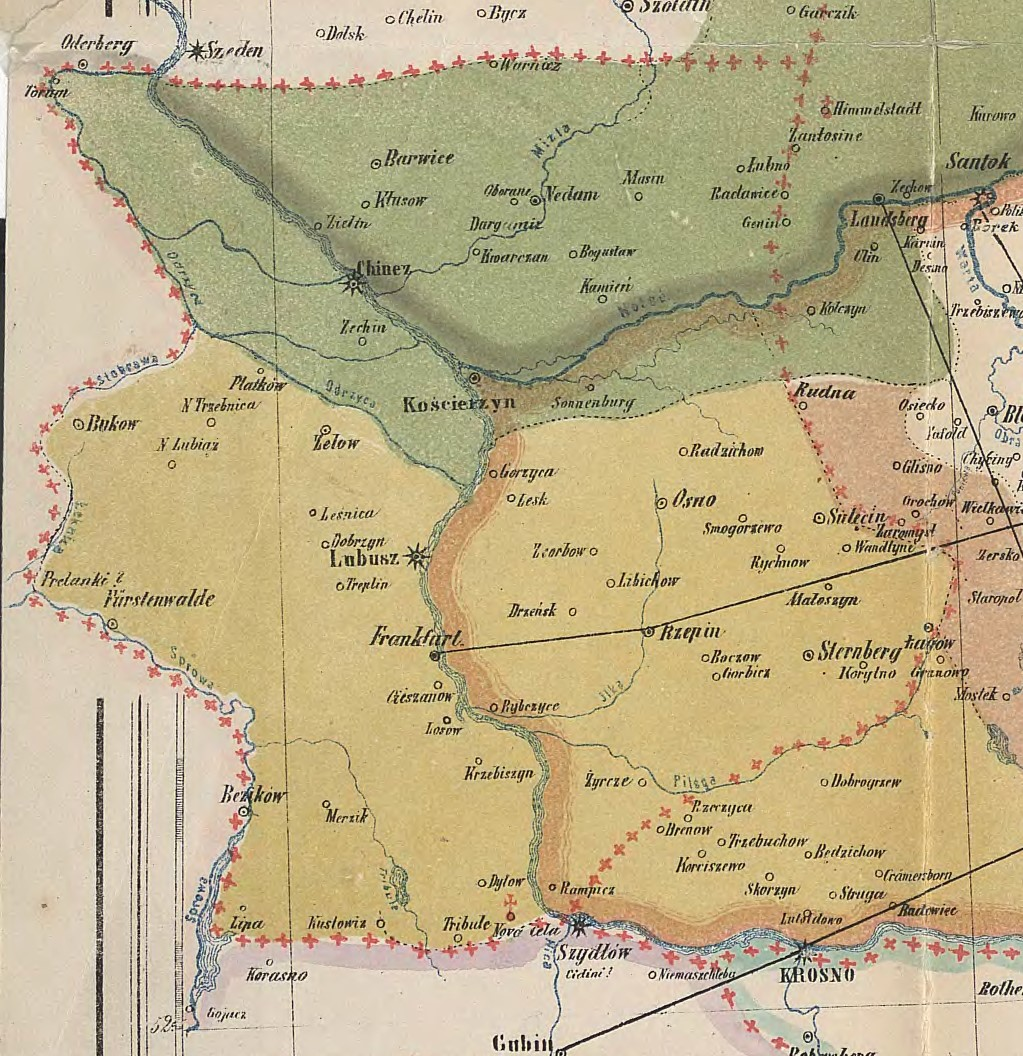
Lubusz under huset Piasts styre mellan omkring 950 och omkring 1250.

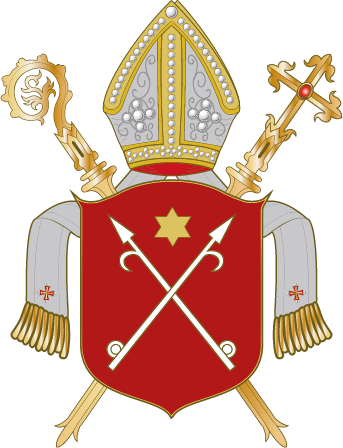
Biskopsdömet Lebus vapensköld.

Från Mieszko I:s regering under andra halvan av 900-talet låg Lubusz i utkanten av den tidiga polska statsbildningen. Widukind av Corvey omnämner att Mieszko I ursprungligen var furste över det västslaviska folket Licicaviki som av vissa historiker identifierats med Leubuzzerna i denna region. Leubuzzerna tillhörde de västslaviska folk som inte underkuvades under de sachsiska erövringstågen österut under kung Henrik I av Sachsen (928) och Gero I. År 983 gjorde dessutom de slaviska furstarna i Nordmark mellan Elbe och Oder framgångsrikt uppror mot det sachsiska styret, medan Lausitz längre söderut förblev under tyskt styre. Boleslav I av Polen, Mieszko I:s son, deltog enligt fördraget i Quedlingburg 991 i den tysk-romerske kejsaren Otto III:s kamp mot de hedniska västslaviska furstendömena öster om Elbe, bland andra hevellernas och sprevanernas riken. Kriget kom i slutänden att bli huvudsakligen utan framgång för Otto III, och den östliga delen av Nordmark, som de tysk-romerska kejsarna gjort anspråk på, förblev i praktiken under västslavisk kontroll och fram till 1100-talet under polskt inflytande.
Namnet Lubusz på regionen kommer från staden Lebus vid Oder och omnämns under detta namn första gången på 1200-talet. Regionen tillhörde det polska biskopsdömet Lubusz (under tyskt styre sedermera biskopsdömet Lebus), grundat under Boleslav III av Polen omkring 1125 för att befästa det polska inflytandet i gränsregionen. Hertigarna av Schlesien var sekulära länsherrar i regionen, med undantag för perioden mellan 1206 och 1210 då Vladislav III av Storpolen kortvarigt bytte till sig området. Under 1200-talet skedde en stor inflyttning av tyska bosättare, och i mitten av 1200-talet såldes Lubusz av hertigen av Legnica, Boleslav II, till huset Askanien och markgrevskapet Brandenburg. Regionen blev successivt fram till 1600-talet nästan helt tyskspråkig. Sätet för biskoparna av Lebus kom tidigt att flyttas från staden, först till Göritz och 1373 till domkyrkan i Fürstenwalde längre västerut. 1424 kom biskopsdömet Lebus att överflyttas till Magdeburgs ärkestift istället för Gnieznos ärkestift, och därigenom kapades de kvarvarande kyrkliga banden till Polen. Biskopsdömet förvärvade 1518 även Beeskow och Storkows borglän som tidigare lytt under markgrevskapet Lausitz. Detta biskopsdöme upplöstes slutligen vid reformationens införande 1539  i Kurfurstendömet Brandenburg.
Regionen kom senare att utgöra en del i Neumark, den östligaste delen av Brandenburg, som idag till större delen ligger i Polen.

## Namnet Lubusz/Lebus idag
Sedan 1945 går den tysk-polska gränsen längs floden Oder, enligt Oder-Neisselinjen. Den tyskspråkiga befolkningen tvångsförflyttades över gränsen och ersattes av polska bosättare och flyktingar under efterkrigsåren. Medan de delar av regionen som ligger väster om Oder tillhör det tyska förbundslandet Brandenburg, har namnet Lubusz sedan 1999 använts för den polska provinsen Lubusz vojvodskap (województwo lubuskie), öster om gränsen, som delvis utgörs av det historiska landskapet Lubusz men även omfattar angränsande områden; ingen av de två administrativa huvudstäderna Gorzów Wielkopolski eller Zielona Góra ligger i det medeltida Lubusz. I moderna sammanhang används begreppet Lebuser Land i Tyskland främst om staden Lebus närmaste omgivningar och Amt Lebus, ett kommunalförbund i Landkreis Märkisch-Oderland i östra Brandenburg.